# Абдуллахи Юсуф Ахмед
Абдуллахи Юсуф Ахмед (на сомалийски: Cabdullaahi Yuusuf Axmed; 15 декември 1934 – 23 март 2012 г.) e сомалийски политик, който между 2004 и 2008 г. е начело на така нареченото преходно правителство на Сомалия.
Представител е на клана дарод. От 1998 г. до 2004 г. е президент на обявената от него и на практика независима държава Пунтленд в Югоизточна Сомалия.
През 1970-те години Абдуллахи Юсуф Ахмед е начело на партизанското движение, борещо се за сваляне от власт на бившия диктатор Сиад Баре. На 29 декември 2008 г. подава оставка.

## Биография

### Ранен живот
Абдуллахи Юсуф Ахмед е роден на 15 декември 1934 г. в Галкайо. По това време градът е част от Италианска Сомалия. Семейството му произхожда от подклана Омар Махмуд на по-големия клан Маджиртин Харти Дарод.
Ахмед учи право в Сомалийския национален университет. По-късно заминава за чужбина, където продължава военните си изследвания. Ахмед получава диплома по военна топография от Военната академия М. В. Фрунзе в Москва. Получава и допълнително военно обучение в Италия.

### Кариера
През 60-те години е офицер в сомалийската армия и се обучава в Италия и СССР. През 1969 г. Абдуллахи отказва да участва във военния преврат на Сиад Баре и е арестуван. Излиза на свобода през 1975 г.
През 1978 г., заедно с група племенни лидери, Абдуллахи прави неуспешен опит да свали режима на Сиад Баре. В отговор е извършено мащабно отмъщение, по време на което много представители на клана Дарод са убити или депортирани. Самият Абдуллахи е принуден да избяга в Кения (според други източници в Етиопия), откъдето ръководи Демократичния фронт за спасение на Сомалия срещу режима на Баре. Съюзниците са в противоречие относно претенциите на Етиопия за сомалийска територия и Абдуллахи е арестуван в Адис Абеба през 1985 г. Той е освободен след падането на просъветското правителство на Етиопия през 1991 г. и отново започва да се радва на подкрепата на етиопските власти.
През 1991 г. режимът на Баре пада и в Сомалия започва гражданска война. През 90-те години Абдуллахи се завръща в родния си сомалийски регион Пунтленд, където става най-влиятелният лидер.

### Президент на Пунтленд
През 1998 г. Абдуллахи обявява Пунтленд за автономна държава. Той става президент на Пунтленд и ръководител на Съвета на старейшините – ръководен орган, подобен на парламента. На 23 юли 1998 г. старейшините на Пунтленд избират Абдуллахи за президент за тригодишен мандат. В самопровъзгласилата се държава е установен авторитарен режим: дейността на политическите партии е забранена, а много от противниците на Абдуллахи са подложени на репресии. Абдуллахи се присъединява към проетиопската коалиция от военни лидери, които се противопоставят на създаването на преходното национално правителство на Сомалия през 2000 г. и попречват на възстановяването на реда в страната.
През 2001 г. друг местен лидер, Джама Али Джама, е избран за нов президент на Пунтленд, но Абдуллахи отказва да признае новото ръководство, позовавайки се на необходимостта от борба с тероризма. През 2002 г. той се връща на власт, като според някои източници това става благодарение на подкрепата на Етиопия.

### Президент на Сомалия
На 10 октомври 2004 г. на заседание на преходния парламент на Сомалия, проведено в Найроби, Абдуллахи Юсуф Ахмед е избран за президент на Сомалия в преходното правителство, заменяйки Абдулкасим Салад Хасан. Той трябва да ръководи преходната администрация на страната в продължение на 5 години. С встъпителната си реч той призова всички свои противници към помирение и взаимна прошка. Той нарече себе си „човек на мира“. По времето, когато Абдуллахи поема президентството, след 13 години гражданска война, Сомалия е в плачевно състояние. Според оценките на ООН много милиарди долари са били необходими за възстановяването на страната. Встъпването в длъжност на Абдуллахи се състои не в Сомалия, а в столицата на Кения Найроби, където преди това се провежда процесът за мирно разрешаване на сомалийската криза.
Насилието в страната не спира и през септември 2006 г. бойци от Съюза на ислямските съдилища правят да извършат покушение срещу Абдуллахи. Кола, заредена с експлозиви, се блъска в кортежа на Абдуллахи. Той оцелява, но брат му и няколко бодигарда биват убити. По това време ислямистки бойци контролират големи части от страната. През декември 2006 г. Етиопия открито се намесва в ситуацията, подкрепяйки временното правителство на Абдуллахи. От 24 декември 2006 г. етиопските сили извършват въздушни удари по региони, контролирани от Съюза на ислямските съдилища. До началото на 2007 г., чрез съвместните усилия на сомалийските правителствени сили и етиопските сили, ислямистите губят повечето си позиции и администрацията на Абдуллахи установи контрол над столицата на страната Могадишу. На 8 януари 2007 г. САЩ се намесват в конфликта. С одобрението на Абдуллахи те нанасят удари по позиции на бойци, свързани с Ал Кайда в Южна Сомалия. Нови атаки са извършени на 10 януари същата година.
Победата над Съюза на ислямските съдилища не довежда до повратна точка в гражданската война, хвърляйки страната в още по-голям хаос: на мястото на Съвета на ислямските съдилища се появяват малки въоръжени групи ислямисти, които успешно отблъскват атаките на правителството и етиопските войски. На 29 март 2008 г. ислямистите атакуват резиденцията на Абдуллахи: 6 цивилни са убити, но самият президент не е ранен. В крайбрежните региони на Сомалия активността на сомалийските пирати се засилва: тя достига своя пик през есента на 2008 г., когато те залавят украинския кораб „Фаина“, на борда на който са транспортирани танкове, гранатомети и зенитни оръдия. Тогава САЩ, Русия и някои страни от Европейския съюз изпращат свои военни кораби в района, за да гарантират безопасността на преминаващите кораби.
За две години битките в Сомалия вземат повече от 16 000 цивилни живота. Те приключват едва през ноември 2008 г., след като преходната администрация постига временно споразумение с умерените ислямисти в замяна на обещанието да ги включи в новия парламент на страната. Въпреки това, след като Абдуллахи Юсуф Ахмед освобождава министър-председателя на страната Нур Хасан Хюсеин, обвинявайки го в корупция, лошо управление на страната и предателство, ислямистите обявяват, че прекъсват преговорите с временното правителство. Това решение предизвиква недоволство и от страна на сомалийския парламент, който започва процедура по импийчмънт срещу Абдуллахи.
На 29 декември 2008 г. Абдуллахи обявява оставката си на специално заседание на парламента на страната, заявявайки, че не е изпълнил обещанието си да върне мира, стабилността и демокрацията в страната. Според експерти решението за оставка може да е взето от Абдуллахи под натиска на САЩ.

### След оставката
След подадената оставка първоначално е съобщено, че Абдуллахи е отлетял обратно в родния си Пунтленд. Тогава става известно, че на 20 януари 2009 г. той е пристигнал в Сана заедно със съпругата си, 17 членове на семейството и охрана. На 21 януари телевизионният канал Ал-Арабия съобщава, че Абдуллахи е получил политическо убежище в Йемен, където живее.
През 2011 г. той издава мемоарите си, озаглавени „Борба и заговор“. Той започва промоционално турне за книгата в Европа в края на 2011 и началото на 2012 г.

### Смърт
Абдуллахи умира от пневмония на 23 март 2012 г. в болница в Абу Даби.

## Личен живот
Абдуллахи Юсуф Ахмед е женен за Хава Абди Саматар. Те имат двама сина и две дъщери, както и шест внука. През 90-те години Абдуллахи претърпява трансплантация на черен дроб.